# کریستین انسالدی
کریستین دنیل انسالدی (اسپانیایی: Cristian Daniel Ansaldi‎؛ زادهٔ ۲۰ سپتامبر ۱۹۸۶) بازیکن سابق فوتبال اهل آرژانتین است.

## دوران ملی
او در تاریخ ۱۴ نوامبر ۲۰۰۹ برای بازی دوستانه برابر تیم ملی فوتبال اسپانیا به تیم ملی فوتبال آرژانتین دعوت شد.

### گل‌های ملی
| #  | تاریخ          | محل برگزاری                         | حریف   | امتیاز | نتیجه | مسابقه  |
| -- | -------------- | ----------------------------------- | ------ | ------ | ----- | ------- |
| ۱. | ۱۲ نوامبر ۲۰۱۴ | ورزشگاه بولین گراند، لندن، انگلستان | کرواسی | ۱–۱    | ۲–۱   | دوستانه |

## افتخارات
روبین کازان
- لیگ برتر فوتبال روسیه: ۲۰۰۸, ۲۰۰۹
- سوپر جام فوتبال روسیه: ۲۰۱۰, ۲۰۱۲
- جام حذفی فوتبال روسیه: ۱۲–۲۰۱۱

اتلتیکو مادرید
- سوپر جام فوتبال اسپانیا: ۲۰۱۴

زنیت سن پترزبورگ
- سوپر جام فوتبال روسیه: ۲۰۱۵